# 粟島神社 (白井市)
粟島神社（あわしまじんじゃ）は、千葉県白井市名内にある神社である。粟嶋神社とも表記される。旧社格は村社。

## 祭神
- 少彦名命
- 素盞嗚命

## 由緒
永禄年間（1558年～1570年）伊東守胤によって創建されたという。1907年（明治40年）に八坂神社が合祀（祭神：素盞嗚命）されている。

## 所在地
- 千葉県白井市名内586

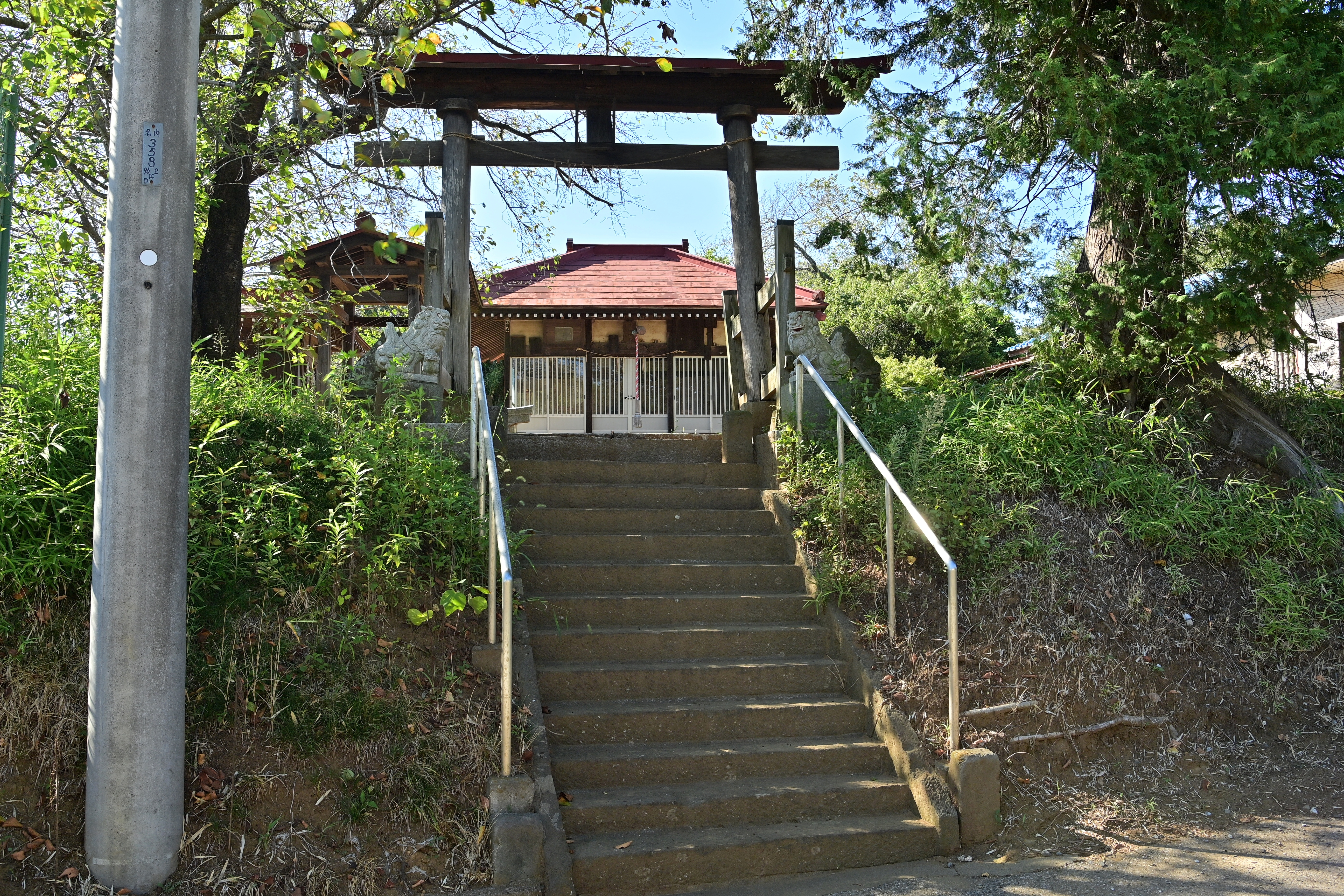
鳥居
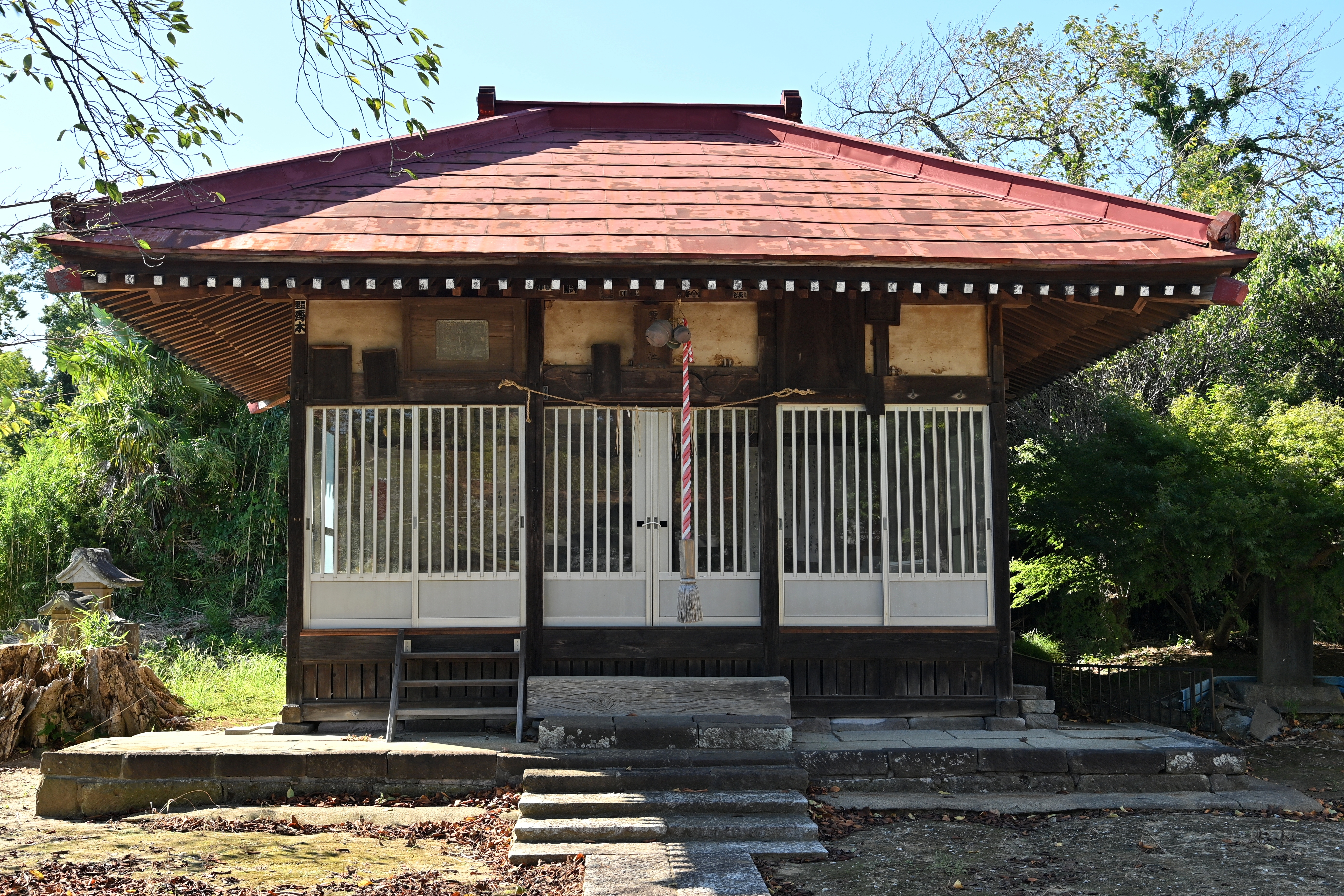
拝殿
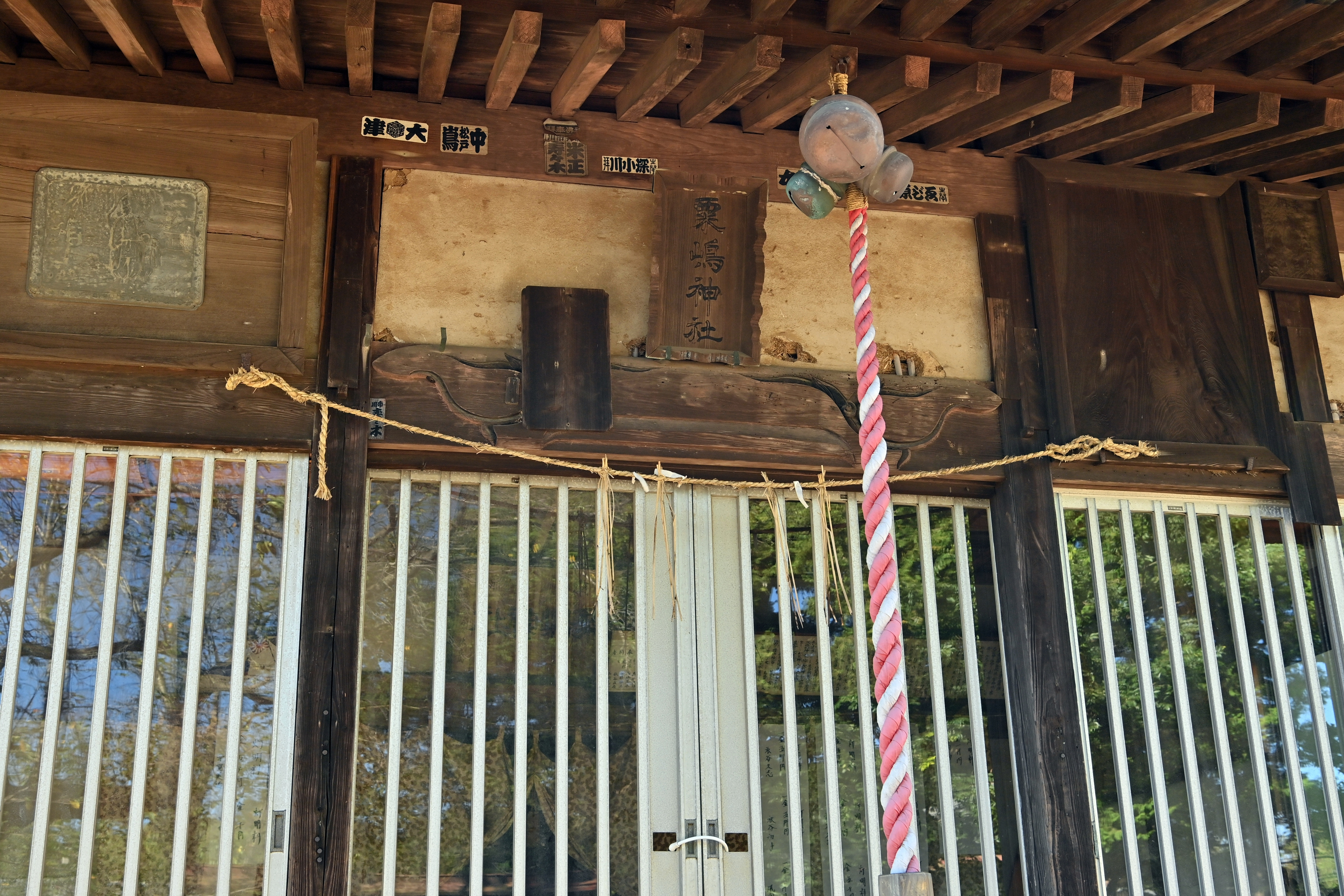
拝殿の正面